# Зелше
Зелше (словен. Zelše) — поселення в общині Церкниця, Регіон Нотрансько-крашка, Словенія. Висота над рівнем моря: 558,9 м.